# Omar Azzaroni
Omar Azzaroni (n. 18 de marzo de 1974, en Bernal en la provincia de Buenos Aires, Argentina) es un científico argentino, profesor adjunto de Química Física en el Departamento de Química en la Universidad Nacional de La Plata (UNLP). Galardonado con el Premio Georg Forster por sus aportaciones en el campo de la nanotecnología, distinción otorgada por la Fundación Alexander von Humboldt. Desarrollador de una prueba (test) rápida para la detección de COVID-19.

## Trayectoria
Estudio química (1999) y recibió su doctorado en química (2004) en la Universidad Nacional de La Plata. Sus estudios de postdoctorado los realizó en la Universidad de Cambridge (Reino Unido) (2004-2006, Marie Curie Research Fellow) y en el Max Planck Institute for Polymer Research (Alemania) (2007, Alexander von Humboldt Research Fellow). Pertenece al Consejo Nacional de Investigaciones Científicas y Técnicas (CONICET) y es director del Laboratorio de Materia Blanda del Instituto de Investigaciones Fisicoquímicas Teóricas y Aplicadas (INIFTA). Su grupo de trabajo tiene un enfoque multidisciplinario el cual involucra conceptos y experiencia de química, física, ingeniería biomédica y ciencia de materiales. El objetivo es comprender la relación entre la estructura molecular, la función molecular y las propiedades macroscópicas.

## Líneas de investigación
Entre sus principales líneas de investigación se encuentran:
- Sistemas de materia blanda
- Ingeniería biomédica
- Nanotecnología
- Materiales supramoleculares
- Películas delgadas de polímeros
- Nanoarquitectónica
- Nanoporos
- Biodetección

## Publicaciones destacadas
Entre sus principales publicaciones se encuentran:
- Journal of Polymer Science Part A: Polymer Chemistry 50 (16), 3225-3258. Polymer brushes here, there, and everywhere: Recent advances in their practical applications and emerging opportunities in multiple research fields.
- Journal of the American Chemical Society 131 (6), 2070-2071. Single conical nanopores displaying pH-tunable rectifying characteristics. Manipulating ionic transport with zwitterionic polymer brushes.
- Nano letters 9 (7), 2788-2793. Synthetic proton-gated ion channels via single solid-state nanochannels modified with responsive polymer brushes.
- Angewandte Chemie International Edition 45 (11), 1770-1774. UCST wetting transitions of polyzwitterionic brushes driven by self‐association.
- Chemical Society Reviews 40 (2), 1107-1150. Multifunctional hybrids by combining ordered mesoporous materials and macromolecular building blocks.

## Reconocimientos y distinciones
- Premio Georg Forster 2021 – Fundación Alexander von Humboldt.[5]
- Premio Konex 2013 – Diploma al Mérito: Ciencia y Tecnología – Fisicoquímica, Química Inorgánica y Analítica.[6]
- Premio Houssay 2012 – Área: Química, Bioquímica y Biología Molecular – Ministerio de Ciencia, Tecnología e Innovación Productiva (MinCyT) – Argentina.
- Premio “Ranwel Caputto” 2010 – Academia Nacional de Ciencias (ANC).

- Premio Estímulo “Tadeo Haenke” 2010 –  al mejor investigador joven de la Argentina en el área de Química (ANCEFN).